# Flughafen Mogadischu

i8
i11
i13
Der Flughafen Mogadischu (IATA-Code: MGQ, ICAO-Code: HCMM), seit Juni 2007 nach dem ersten Präsidenten Somalias Aden Abdullah Osman Daar Aden Adde International Airport benannt, ist der internationale Verkehrsflughafen der somalischen Hauptstadt Mogadischu. Er liegt im Südwesten der Stadt direkt an der Küste zum Indischen Ozean und verfügt über eine einzige Start- und Landebahn.

## Geschichte
1977 wurde die durch ein palästinensisches Terrorkommando entführte Lufthansamaschine „Landshut“ (Boeing 737-200 der Lufthansa), auf dem Flughafen Mogadischu, durch die Antiterroreinheit GSG 9 befreit.
Während der UN-Mission UNOSOM (Operation Restore Hope), nach Ausbruch des somalischen Bürgerkrieges, war der Flughafen Stützpunkt der US-Marines. Danach konnte er wegen des Krieges für elf Jahre nicht benutzt werden. Die Union islamischer Gerichte, die 2006 zeitweise große Teile Somalias unter ihre Kontrolle brachte, eröffnete ihn am 15. Juli 2006 wieder. Äthiopien, das sich von der Union islamischer Gerichte bedroht fühlte, erklärte dieser am 24. Dezember 2006 den Krieg und bombardierte daraufhin den Flughafen, um das Einfliegen von Waffen oder Kämpfern aus dem Ausland zu unterbinden.
Inzwischen wurde der Flughafen mit türkischer Hilfe wieder aufgebaut und nutzbar gemacht.
Fluglinien von und nach Deutschland gibt es derzeit nicht.

## Zwischenfälle
- Am 6. Mai 1970 brach ein Feuer unter dem Kabinenboden einer Vickers Viscount 785D der Somali Airlines (Luftfahrzeugkennzeichen 6O-AAJ) aus, die sich im Endanflug auf den Flughafen Mogadischu befand. Trotz des Ausfalls der Steuerung gelang es der Besatzung, die Maschine abzufangen und hart auf die Landebahn zu setzen. Dabei brach das Bugfahrwerk und die Maschine rutschte mit der Nase auf dem Boden noch etwas 900 Meter weit. Das Flugzeug brannte nach der Landung vollständig aus. Von den 30 Insassen kamen 5 Passagiere ums Leben, die anderen 25 Personen überlebten (siehe auch Flugunfall der Somali Airlines 1970).[1]

- Am 12. Oktober 2015 landete ein Airbus A300B4-200F der ägyptischen Tristar Air auf einer Straße etwa 25 Kilometer westnordwestlich von Mogadischu. Die Besatzung des Frachtflugzeuges hatte zuvor mehrmals nach Sonnenuntergang erfolglos versucht, auf dem unbeleuchteten Flughafen Mogadischu zu landen. Ein Mitglied – nach anderer Quelle zwei Mitglieder – der siebenköpfigen Besatzung erlitten geringfügige Verletzungen, das 35 Jahre alte Flugzeug war nicht mehr wirtschaftlich reparierbar. Nach Angaben des „Flugsicherheits-Informationsdienstes“ JACDEC fehlte zu diesem Zeitpunkt in Mogadischu seit Jahren eine Landebahnbeleuchtung.[2][3]

- Am 2. Februar 2016 musste ein Airbus A321-111 der Daallo Airlines nach einer Explosion an Bord am Flughafen Mogadischu notlanden. Die Maschine war dort kurz zuvor zu einem Flug nach Dschibuti gestartet. Ein Attentäter hatte versucht, das Flugzeug mithilfe einer Bombe zu zerstören. Jedoch entstand durch die Explosion nur ein Loch in der Flugzeughülle, durch das der Attentäter aus der Maschine gesogen wurde. Es kam zu keinen weiteren Todesopfern (siehe auch Daallo-Airlines-Flug 159).

- Am 18. Juli 2022 befand sich eine 30,5 Jahre alte Fokker 50 der Jubba Airways (Somalia) (5Y-JXN) auf einem Inlandsflug vom Flughafen Baidoa aus. Bei der Landung auf dem Flughafen Aden Adde International in Mogadishu schlug die Maschine hart auf, wobei die linke Tragfläche an der Flügelwurzel abbrach. Daraufhin überschlug sich das Flugzeug. Alle 36 Insassen überlebten den Totalschaden.[4]